# Biorrobótica

Um ribossomo é uma Máquina molecular.

A biorrobótica é um termo que cobre os campos da cibernética, biônica e a engenharia genética como um estudo coletivo. 
O termo biorrobótica é comumente usado como referência ao estudo da criação dos robôs que emulam ou simulam organismos biológicos vivos, ele é também utilizado ao contrário: tornando organismos biológicos manipuláveis e funcionais como robôs.
Em outro sentido a biorrobótica se refere a uma disciplina teórica da engenharia genética aonde os organismos são criados e projetados por meios artificiais. A criação de vida de uma matéria não-viva por exemplo, é biorrobótica. Devido ao seu estado altamente teórico, ela é atualmente limitada à ficção científica, o campo atual em seu começo é a biologia sintética.
Os Replicantes no filme Blade Runner podem ser considerados biorrobótica na natureza: organismos de tecido vivo e células criadas artificialmente. Porém esses experimentos são considerados ilegais em diversos países, mas poderão ser usados para salvar vidas futuramente.